# Seius Carus
Seius Carus, mort en 219 à Rome, est un notable romain. Au début de son règne, l'empereur Héliogabale le fait exécuter pour avoir essayé d'usurper le trône. Il est possiblement l'oncle d'Orbiane, impératrice de Sévère Alexandre, le successeur d'Héliogabale.

## Biographie
Seius Carus, dont le prænomen est inconnu, est le petit-fils du sénateur Publius Seius Fuscianus, consul de l'empereur romain Marc Aurèle et préfet de Rome. Il est un parent et peut-être frère de Lucius Seius Herennius Sallustius, le père d'Orbiane, impératrice entre 225 et 227.
Il est mis à mort par l'empereur Héliogabale sous prétexte d'avoir provoqué une mutinerie parmi les soldats cantonnés aux monts Albains. Selon Dion Cassius, il s'agit d'un faux prétexte parce qu'il est riche, socialement important et très intelligent. Seius Carus est traduit en justice au palais et exécuté, avec l'empereur comme seul accusateur.
Seul Dion Cassius cite Seius Carus, Hérodien résume en rapportant qu'Héliogabale envoya à la mort un grand nombre de personnages célèbres et riches et l'Histoire Auguste ne le mentionne pas non plus.